# Waking Up the World Tour (Dream Theater)
Waking Up the World Tour è stata una tournée mondiale del gruppo progressive metal, Dream Theater in supporto al loro terzo album in studio: Awake. 
Il tour è iniziato il 20 ottobre 1994 a Providence e finito nel medesimo luogo ma il 3 agosto 1995.

## Le tappe
Dopo un concerto iniziale svoltosi al Foundation Forum a Burbank, in California con alla tastiera Jordan Rudess (il quale partecipò esclusivamente a questo concerto dopodiché decise di non voler suonare per l'intera tournée di Awake), iniziò il Waking Up the World Tour.
Così la band scelse come nuovo tastierista, Derek Sherinian il quale studiò al Berklee College of Music, un anno prima di Petrucci, Portnoy e Myung.
Sherinian ebbe solo due settimane di tempo per poter imparare tutta la discografia dei Dream Theater, a partire da inizio ottobre del 1994. Nel febbraio del 1995 egli entrò a far parte della band come tastierista a tempo pieno.
La prima tappa nord americana iniziò il 20 ottobre del 1994 e finì il 9 dicembre del medesimo anno.
Il 29 dicembre 1994, mentre James LaBrie stava trascorrendo una vacanza a Cuba, incappò in un grave caso di intossicazione alimentare e, nel vomitare, si è lacerato le corde vocali. Tre diversi otorinolaringoiatri che lo visitarono dissero di non poter far nulla per lui e che l'unica cosa che avrebbe potuto fare era quella di far riposare il più possibile la sua voce. Tuttavia, il 12 gennaio 1995, contro gli ordini dei medici, riprese ad esibirsi nel tour in Giappone, con la voce lontano dall'essere normale. LaBrie ha dichiarato di non essersi sentito vocalmente a posto almeno fino al 2002.
(James LaBrie)
Nonostante le evidenti circostanze di salute di LaBrie, la band riprese nella tappa giapponese 14 gennaio del 1995 fino al 25 gennaio dello stesso anno.
Mentre stavano esibendosi in Giappone si verificò il Terremoto di Kobe il 17 gennaio del '95.
I membri della band rimasero illesi ma dovettero cancellare una data. 
In memoria dei morti del terremoto, la band rimase un minuto in silenzio in ogni data in Giappone.
I Dream Theater ripresero a suonare nella tappa europea a partire dal 31 gennaio 1995 al Ronnie Scott's Jazz Club includendo più di 3000 musicisti del calibro di Barney Greenway, Steve Hogarth, Steve Rothery e Steve Howe.
Una serie di cover e medley eseguite in questo show vennero inserite in A Change of Seasons.
La tappa Europea finì il 15 marzo 1995 a Londra e dopo questo concerto il gruppo iniziò a registrare il futuro EP: A Change of Seasons uscito poi il 19 settembre 1995, ma il tour continuò con una tappa nord americana il 9 giugno 1995, una seconda tappa europea il 18 giugno del 1995 fino al 9 luglio del 1995, e così l'intero tour si concluse il 3 agosto del '95 a Providence negli Stati Uniti.

## Scalette

### Prima tappa Nordamericana
1. Little Green Bag/Wake Up! (intro tape)
2. Pull Me Under
3. 6:00
4. Innocence Faded
5. Take the Time (con assolo di tastiera esteso)
6. Caught in a Web (con assolo di batteria)
7. Lifting Shadows Off a Dream
8. The Ones Who Help to Set the Sun (senza tastire)
9. The Mirror
10. Lie
11. Another Day
12. A Mind Beside Itself (suite):
  1. Erotomania
  2. Voices
  3. The Silent Man
13. ----------encore----------
14. Metropolis Part I
15. Eve (outro tape)

- Note: Derek Sherinian non suonò le tastiere nella canzone The Ones Who Help to Set the Sun, dato che non rientrava nelle priorità delle canzoni da imparare subito.[17]

### Tappa giapponese
1. Little Green Bag/Wake Up! (intro tape)
2. Pull Me Under
3. 6:00
4. Take the Time (con assolo di tastiera esteso)
5. Caught in a Web (con assolo di batteria)
6. Lifting Shadows Off a Dream
7. Awake jam
8. assolo di tastiera di Derek Sherinian
9. A Crack in the Mirror
10. The Mirror
11. Lie
12. Another Day
13. A Mind Beside Itself (suite):
  1. Erotomania
  2. Voices
  3. The Silent Man
14. ----------encore----------
15. Metropolis–Part I: "The Miracle and the Sleeper"
16. Eve (outro tape)

### Prima tappa europea
Concerto al Ronnie Scott's Jazz Club, Londra, 31 gennaio 1995
1. Funeral For a Friend (Elton John)
2. Love Lies Bleeding (Elton John)
3. Perfect Strangers (Deep Purple)
4. Red Hill Mining Town (U2)
5. The Rover (Led Zeppelin)
6. Achilles' Last Stand (Led Zeppelin)
7. The Song Remains the Same (Led Zeppelin)
8. Tears (Rush)
9. Damage Inc. (Metallica)
10. Happiness is a Warm Gun (Beatles)
11. Easter (Marillion)
12. Winter (Tori Amos)
13. In the Dead of Night (UK)
14. Machine Messiah (Yes)
15. Heart of the Sunrise (Yes)
16. Close to the Edge (Yes)
17. Siberian Khatru (Yes)
18. Starship Trooper (Yes)
19. In the Flesh? (Pink Floyd)
20. Carry On Wayward Son (Kansas)
21. Bohemian Rhapsody (Queen)
22. Lovin, Touchin, Squeezin (Journey)
23. Cruise Control (Dixie Dregs)
24. Turn It On Again (Genesis)

Per il resto della prima tappa europea, la scaletta includeva anche alcune delle seguenti canzoni non sempre nello stesso ordine 
1. Little Green Bag/Wake Up! (intro tape)
2. Pull Me Under
3. 6:00
4. Take the Time
5. Caught in a Web
6. Lifting Shadows Off a Dream
7. Assolo di chitarra John Petrucci (For Rena/Lost Without You)
8. Assolo di Derek Sherinian
9. A Crack in the Mirror
10. The Mirror/
11. Lie
12. Another Day
13. A Mind Beside Itself (suite):
  1. Erotomania
  2. Voices
  3. The Silent Man
14. ----------encore----------
15. Metropolis Part I
16. Eve (outro tape)

### Prima tappa americana
1. Little Green Bag/Wake Up! (intro tape)
2. Under a Glass Moon
3. The Mirror
4. Lie
5. Lifting Shadows Off a Dream
6. Showdown
7. Caught in a Web
8. A Change of Seasons:
  1. The Crimson Sunrise
  2. Innocence
  3. Carpe Diem
  4. The Darkest of Winters
  5. Another World
  6. The Inevitable Summer
  7. The Crimson Sunset
9. Surrounded
10. Assolo di Derek Sherinian con Eruption (Van Halen)
11. A Mind Beside Itself:
  1. Erotomania
  2. Voices
  3. The Silent Man
12. Assolo di John Petrucci (For Rena/Lost Without You)
13. Pull Me Under
14. ----------encore----------
15. Wait For Sleep (versione acustica)
16. Learning to Live
17. Eve (outro tape)

### Seconda tappa europea
1. Little Green Bag/Wake Up! (intro tape)
2. Under a Glass Moon
3. The Mirror
4. Lie
5. Lifting Shadows Off a Dream
6. Showdown
7. Caught in a Web
8. A Change of Seasons:
  1. The Crimson Sunrise
  2. Innocence
  3. Carpe Diem
  4. The Darkest of Winters
  5. Another World
  6. The Inevitable Summer
  7. The Crimson Sunset
9. Surrounded
10. Assolo di Derek Sherinian
11. A Mind Beside Itself (suite):
  1. Erotomania
  2. Voices
  3. The Silent Man
12. Assolo di John Petrucci (For Rena/Lost Without You)
13. Pull Me Under
14. ----------encore----------
15. Wait For Sleep (versione acustica)
16. Learning to Live
17. Eve (outro tape)

## Date e tappe
| Data                                               | Città                                              | Paese                                              | Località                                           |
| Tappa 1: Nord America Supportata da: Fates Warning | Tappa 1: Nord America Supportata da: Fates Warning | Tappa 1: Nord America Supportata da: Fates Warning | Tappa 1: Nord America Supportata da: Fates Warning |
| -------------------------------------------------- | -------------------------------------------------- | -------------------------------------------------- | -------------------------------------------------- |
| 20 ottobre 1994                                    | Providence                                         | Stati Uniti                                        | The Strand                                         |
| 21 ottobre 1994                                    | Boston                                             | Stati Uniti                                        | Berklee Performance Center                         |
| 22 ottobre 1994                                    | New Haven                                          | Stati Uniti                                        | Palace Theater                                     |
| 24 ottobre 1994                                    | Buffalo                                            | Stati Uniti                                        | Connecticut St. Armory                             |
| 25 ottobre 1994                                    | Toronto                                            | Canada                                             | RPM Warehouse                                      |
| 27 ottobre 1994                                    | Baltimora                                          | Stati Uniti                                        | Hammerjack's                                       |
| 28 ottobre 1994                                    | New York                                           | Stati Uniti                                        | Hammerstein Ballroom                               |
| 29 ottobre 1994                                    | Pittsburgh                                         | Stati Uniti                                        | Metropolis                                         |
| 31 ottobre 1994                                    | Columbus                                           | Stati Uniti                                        | New Port Music Hall                                |
| 1 novembre 1994                                    | Grand Rapids                                       | Stati Uniti                                        | Orbit Room                                         |
| 4 novembre 1994                                    | Milwaukee                                          | Stati Uniti                                        | The Rave/Eagles Club                               |
| 5 novembre 1994                                    | Chicago                                            | Stati Uniti                                        | The Vic Theatre                                    |
| 6 novembre 1994                                    | Detroit                                            | Stati Uniti                                        | State Theater                                      |
| 8 novembre 1994                                    | Minneapolis                                        | Stati Uniti                                        | The Mirage                                         |
| 10 novembre 1994                                   | Saint Louis                                        | Stati Uniti                                        | American Theater                                   |
| 11 novembre 1994                                   | Kansas City                                        | Stati Uniti                                        | Memorial Hall                                      |
| 12 novembre 1994                                   | Oklahoma City                                      | Stati Uniti                                        | Roxy Music Hall                                    |
| 14 novembre 1994                                   | San Antonio                                        | Stati Uniti                                        | Majestic Theatre                                   |
| 16 novembre 1994                                   | Dallas                                             | Stati Uniti                                        | Deep Ellum Live                                    |
| 17 novembre 1994                                   | Austin                                             | Stati Uniti                                        | Austin Music Hall                                  |
| 18 novembre 1994                                   | Houston                                            | Stati Uniti                                        | Tower Theater                                      |
| 20 novembre 1994                                   | El Paso                                            | Stati Uniti                                        | Metropolis                                         |
| 22 novembre 1994                                   | Denver                                             | Stati Uniti                                        | Mammoth Event Center                               |
| 25 novembre 1994                                   | Salt Lake City                                     | Stati Uniti                                        | Salt Air                                           |
| 27 novembre 1994                                   | Seattle                                            | Stati Uniti                                        | Moore Theatre                                      |
| 29 novembre 1994                                   | Portland                                           | Stati Uniti                                        | Roseland Theater                                   |
| 1 dicembre 1994                                    | San Francisco                                      | Stati Uniti                                        | Warfield Theatre                                   |
| 2 dicembre 1994                                    | Reno                                               | Stati Uniti                                        | Del Mar Station                                    |
| 4 dicembre 1994                                    | Tucson                                             | Stati Uniti                                        | Buena Vista Theater                                |
| 5 dicembre 1994                                    | Tempe                                              | Stati Uniti                                        | Club Rio                                           |
| 6 dicembre 1994                                    | Las Vegas                                          | Stati Uniti                                        | Huntridge Theater                                  |
| 8 dicembre 1994                                    | Santa Ana                                          | Stati Uniti                                        | The Galaxy Theater                                 |
| 9 dicembre 1994                                    | Los Angeles                                        | Stati Uniti                                        | The Palace Theater                                 |
| Tappa 2: Giappone                                  |                                                    |                                                    |                                                    |
| 14 gennaio 1995                                    | Kanagawa                                           | Giappone                                           | Kawasaki Club Citta                                |
| 16 gennaio 1995                                    | Osaka                                              | Giappone                                           | Osaka Kouseinenkin Kaikan Hall                     |
| 19 gennaio 1995                                    | Fukuoka                                            | Giappone                                           | Sun Palace                                         |
| 21 gennaio 1995                                    | Tokyo                                              | Giappone                                           | Bay NK Hall                                        |
| 23 gennaio 1995                                    | Tokyo                                              | Giappone                                           | Shinjuku Kouseinenkin Kaikan Hall                  |
| 24 gennaio 1995                                    | Saitama                                            | Giappone                                           | Urawa-shi Bunka Kaikan                             |
| 25 gennaio 1995                                    | Miyagi                                             | Giappone                                           | Sendai Izumi T-21 Hall                             |
| Tappa 3: Europa Supportata da: Fates Warning       |                                                    |                                                    |                                                    |
| 31 gennaio 1995                                    | Londra                                             | Inghilterra                                        | Ronnie Scott's Jazz Club                           |
| 2 febbraio 1995                                    | Bielefeld                                          | Germania                                           | PC69                                               |
| 3 febbraio 1995                                    | Erlangen                                           | Germania                                           | Stadhalle                                          |
| 4 febbraio 1995                                    | Monaco di Baviera                                  | Germania                                           | Terminal 1 Flughafen München                       |
| 6 febbraio 1995                                    | Ludwigsburg                                        | Germania                                           | Forum am Schlosspark                               |
| 7 febbraio 1995                                    | Lipsia                                             | Germania                                           | Haus Auensee                                       |
| 8 febbraio 1995                                    | Hannover                                           | Germania                                           | Music Hall                                         |
| 10 febbraio 1995                                   | Offenbach                                          | Germania                                           | Stadthalle                                         |
| 11 febbraio 1995                                   | Düsseldorf                                         | Germania                                           | Philipshalle                                       |
| 13 febbraio 1995                                   | Gand                                               | Belgio                                             | Vooruit                                            |
| 14 febbraio 1995                                   | Utrecht                                            | Paesi Bassi                                        | Muziekcentrum Vredenburg                           |
| 15 febbraio 1995                                   | Utrecht                                            | Paesi Bassi                                        | Muziekcentrum Vredenburg                           |
| 17 febbraio 1995                                   | Copenaghen                                         | Danimarca                                          | Alexandra                                          |
| 18 febbraio 1995                                   | Malmö                                              | Svezia                                             | Kulturbolaget                                      |
| 19 febbraio 1995                                   | Oslo                                               | Norvegia                                           | Rockefeller Music Hall                             |
| 20 febbraio 1995                                   | Stoccolma                                          | Svezia                                             | Cirkus                                             |
| 22 febbraio 1995                                   | Helsinki                                           | Finlandia                                          | Tavastia Club                                      |
| 25 febbraio 1995                                   | Rendsburg                                          | Germania                                           | Nordmarkhalle                                      |
| 26 febbraio 1995                                   | Berlino                                            | Germania                                           | Huxley's Neue Welt                                 |
| 27 febbraio 1995                                   | Brema                                              | Germania                                           | Aladin                                             |
| 1 marzo 1995                                       | Amburgo                                            | Germania                                           | Docks                                              |
| 4 marzo 1995                                       | Wels                                               | Austria                                            | Alter Schlachthof                                  |
| 6 marzo 1995                                       | Roma                                               | Italia                                             | Palladium                                          |
| 7 marzo 1995                                       | Milano                                             | Italia                                             | Palasesto                                          |
| 8 marzo 1995                                       | Zurigo                                             | Svizzera                                           | Volkshaus                                          |
| 11 marzo 1995                                      | Nimega                                             | Paesi Bassi                                        | De Vereeniging                                     |
| 13 marzo 1995                                      | Parigi                                             | Francia                                            | Elysee Montmartre                                  |
| 15 marzo 1995                                      | Londra                                             | Inghilterra                                        | The Forum                                          |
| Tappa 4: Nordamerica Supportata da: Echolyn        |                                                    |                                                    |                                                    |
| 9 giugno 1995                                      | Old Bridge, New Jersey                             | Stati Uniti                                        | Birch Hill Nite Club                               |
| 13 giugno 1995                                     | Lido Beach, New York                               | Stati Uniti                                        | Club Malibu                                        |
| Tappa 5: Europa Supportata da: Threshold           |                                                    |                                                    |                                                    |
| 18 giugno 1995                                     | Lüneburg                                           | Germania                                           | Flugplatz / Rock Over Germany                      |
| 20 giugno 1995                                     | Kassel                                             | Germania                                           | Music Theater                                      |
| 21 giugno 1995                                     | Lichtenfels                                        | Germania                                           | Stadhalle                                          |
| 23 giugno 1995                                     | Essen                                              | Germania                                           | Messehalle 6 / Rock Over Germany                   |
| 24 giugno 1995                                     | Schwalmstadt                                       | Germania                                           | Flugplatz / Rock Over Germany                      |
| 25 giugno 1995                                     | Ludwigsburg                                        | Germania                                           | Rockfabrik                                         |
| 27 giugno 1995                                     | Donaueschingen                                     | Germania                                           | Donauhalle                                         |
| 28 giugno 1995                                     | Saarbrücken                                        | Germania                                           | Kulturfabrik                                       |
| 29 giugno 1995                                     | Münster                                            | Germania                                           | Jovel Music Hall                                   |
| 1 luglio 1995                                      | Salisburgo                                         | Austria                                            | Rockhouse                                          |
| 2 luglio 1995                                      | Monaco di Baviera                                  | Germania                                           | Olympiastadion / Rock Over Germany                 |
| 4 luglio 1995                                      | Varese                                             | Italia                                             | Palaghiaccio                                       |
| 5 luglio 1995                                      | Rimini                                             | Italia                                             | Velvet                                             |
| 6 luglio 1995                                      | Roma                                               | Italia                                             | Villa Panphilli                                    |
| 8 luglio 1995                                      | Weert                                              | Paesi Bassi                                        | Bospop Festival                                    |
| 9 luglio 1995                                      | Frauenfeld                                         | Svizzera                                           | Out in the Green Festival                          |
| Tappa 6: Nordamerica                               |                                                    |                                                    |                                                    |
| 28 luglio 1995                                     | Long Island                                        | Stati Uniti                                        | Canoe Place Inn                                    |
| 3 agosto 1995                                      | Providence                                         | Stati Uniti                                        | The Strand                                         |

| Data            | Paese           | Località             | Ragioni/Info aggiuntive |
| Date cancellate | Date cancellate | Date cancellate      | Date cancellate |
| --------------- | --------------- | -------------------- | --- |
| 10 marzo 1995   | Vitoria, Spagna | Località sconosciuta | Il concerto non è mai avvenuto nonostante fosse stato segnato nelle magliette ufficiali della band.                                                                         |
| 11 marzo 1995   | Madrid, Spagna  | Località sconosciuta | Il concerto non è mai avvenuto nonostante fosse stato segnato nelle magliette ufficiali della band. I Dream Theater hanno suonato a Nimega, Paesi Bassi quella stessa sera. |

## Formazione
- James LaBrie – voce
- John Petrucci – chitarra, cori
- Mike Portnoy – batteria, cori
- John Myung – basso
- Derek Sherinian – tastiere